# Lista margrafilor și ducilor Austriei din Evul Mediu

Stema Austriei

Această listă a margrafilor și ducilor Austriei din Evul Mediu enumeră toate persoanele care au deținut acest titlu. Cu toate acestea, nu toți cei care au deținut acest titlu au cârmuit efectiv ca duci și nu toți au fost suverani ai Austriei. Se obișnuia ca habsburgii din Evul Mediu să atribuie numere ordinale tuturor membrilor de sex masculin ai familiei și să-i numere ca regenți. Nume precum Rudolf al III-lea (care a domnit doar pentru scurt timp în Boemia) sau Frederic al III-lea (care nu a domnit deloc) sunt, de asemenea, incluși și în această listă.

## Margrafi înMarcha orientalis
După prima mențiune a regiunii Ostarrichi în 996, aceasta s-a dezvoltat devenind Marcha orientalis care a fost cârmuită inițial de bavarezi (tradus din latină: Marca estică). Denumirea ei s-a schimbat treptat în Marcha Austria (Marca Austria), denumire provenind din germana veche: „la est” sau „în est”. Marcha Austria apare și în documentul Privilegium minus din 1156, când marca a fost transformată în ducat devenind independentă de Bavaria.
| Nume                                                 | Casă      | Titlu                                                                    | Început | Sfârșit  |
| ---------------------------------------------------- | --------- | ------------------------------------------------------------------------ | ------- | -------- |
| Wilhelm al II-lea și fratele său Engelschalk I       |           | Margraf în Marcha orientalis                                             |         | 871      |
| Aribo I, înlăturat temporar de Engelschalk al II-lea | Aribon    | Margraf în Marcha orientalis, Conte în Traungau⁠(d)                       | 871     | după 909 |
| Burkhard                                             |           | Margraf în Marcha orientalis                                             | 955     | 976      |
| Leopold I (Liutpold I)                               | Babenberg | Margraf în Marca de Austria                                              | 976     | 994      |
| Henric I Cel Nestăpânit                              | Babenberg | Margraf în Marca de Austria                                              | 994     | 1018     |
| Adalbert cel Victorios                               | Babenberg | Margraf în Marca de Austria                                              | 1018    | 1055     |
| Ernest cel Viteaz                                    | Babenberg | Margraf în Marca de Austria                                              | 1055    | 1075     |
| Leopold al II-lea cel Frumos                         | Babenberg | Margraf în Marca de Austria                                              | 1075    | 1095     |
| Leopold al III-lea cel Pios                          | Babenberg | Margraf în Marca de Austria                                              | 1095    | 1136     |
| Leopold al IV-lea cel Generos                        | Babenberg | Margraf în Marca de Austria, Duce de Bavaria (din 1139)                  | 1136    | 1141     |
| Henric al II-lea Jasomirgott                         | Babenberg | Margraf în Marca de Austria (până în 1156), Duce al Bavariei (1141–1156) | 1141    | 1156     |

## Duci ai Austriei
Prin Privilegium minus la Dieta de la Kreuzhof (lângă Regensburg) pe 8 septembrie 1156 împăratul Frederic I Barbarossa a transformat Marca de Austria în ducat independent detașat de Ducatul Bavariei.
| Nume                          | Casă      | Titlu                                        | Început | Sfârșit |
| ----------------------------- | --------- | -------------------------------------------- | ------- | ------- |
| Henric al II-lea Jasomirgott  | Babenberg | Duce al Austriei (din 1156)                  | 1156    | 1177    |
| Leopold V cel Virtuos         | Babenberg | Duce al Austriei, Duce al Stiriei (din 1192) | 1177    | 1194    |
| Frederic I Catolicul          | Babenberg | Duce al Austriei                             | 1194    | 1198    |
| Leopold al VI-lea cel Glorios | Babenberg | Duce al Austriei, Duce al Stiriei (din 1194) | 1198    | 1230    |
| Frederic al II-lea Certărețul | Babenberg | Duce al Austriei, Duce al Stiriei            | 1230    | 1246    |

## Interregn austriac
Perioada dintre sfârșitul dinastiei Babenberg, respectiv stăpânirea forțată de către
Ottokar Přemysl, și înfeudarea Casei de Habsburg este denumită în general Interregnul austriac (sau perioada fără conducător) deoarece suveranitatea regelui boem Ottokar nu a fost recunoscută în imperiu.
| Nume                    | Casa        | Titlul                                                                                          | Început              | Observații | Sfârșit           | Note |
| ----------------------- | ----------- | ----------------------------------------------------------------------------------------------- | -------------------- | --- | ----------------- | --- |
| Gertruda (în exercițiu) | Babenberg   | (Ducesă a Austriei)                                                                             | 15 iunie 1246        | moștenire conform Privilegium minus; 1246 - căsătorită cu Vladislav al Boemiei; 1248 - căsătorită cu Herman de Baden; 1252 - căsătorită cu Roman de Halicz | 1251              | 3 aprilie 1254 schimbarea proprietății prin Pacea de la Ofen, fără renunțare la pretenția de moștenire; 1267 proprietatea confiscată de Ottokar; exilată în 1269; d. 1288 ca stareță                                                  |
| Vladislav (regent)      | Přemyslid   |                                                                                                 | 1246                 | căsătorit cu Gertruda; nu a fost înfeudat vreoodată | 3 ianuarie 1247   | |
| Otto (guvernator)       | Eberstein   | Conte                                                                                           | ianuarie 1247        | | 1248              | |
| Otto, (guvernator)      | Wittelsbach | Duce de Bavaria                                                                                 | 1248                 | | decembrie 1248    | |
| Herman (pretendent)     | Zähringer   | Margraf de Verona și Baden                                                                      | mijlocul anului 1248 | căsătorit cu Gertruda; stările generale nu au depus jurământul feudal | 4 octombrie 1249  | |
| Frederic (pretendent)   | Zähringer   | Margraf (titular) de Verona și Baden                                                            | 4 octombrie 1249     | n. 1249; nu a renunțat la moștenire, a trăit în Bavaria și Italia | 29 octombrie 1268 | decapitat la Neapole |
| Meinhard (guvernator)   | Meinhardin  | Conte de Gorizia și Istria                                                                      | decembrie 1248       | | 1250              | |
| Ottokar al II-lea       | Přemyslid   | Rege al Boemiei (din 1253), Duce al Stiriei (din 1261), Duce al Carintiei și Crainei (din 1269) | 1251                 | numit guvernator de Venceslau al Boemiei; nobilimea l-a ales ulterior duce; 11 februarie 1252 s-a căsătorit cu Margareta de Babenberg (moștenitoare a margrafiatului conform Privilegium minus); 3 aprilie 1254 prin Pacea de la Ofen, Gertuda renunță oficial la pretenția de moștenire | 21 noiembrie 1276 | omagiu feudal adus regelui Rudolf I de Habsburg în prima campanie militară; iunie 1275 a primit interdicție imperială datorită refuzului de a preda feudele imperiale (devenite „vacante”); d. 26 august 1278 Bătălia de pe Marchfeld |
| (Henric, guvernator)    | Wittelsbach | Duce (I) al Bavariei Inferioare                                                                 | 21 noiembrie 1276    | preluare temporară (promisiune ca zestre pentru fiica lui Rudolf) | iunie 1278        | destituit pentru dezertare în fața inamicului, locul rămas liber |
| (Albert, regent)        | Habsburg    |                                                                                                 | mai 1281             | numit de Rudolf în Viena | 17 decembrie 1282 | înfeudat ca duce la Dieta de la Augsburg |

## Duci de Habsburg după regele Rudolf I
După moartea lui Ottokar al II-lea ducatele Austria, Stiria, Carintia și Craina au fost „reîntoarse” în imperiu. Apoi regele romano-german Rudolf I de Habsburg l-a înfeudat pe fiul său Albert cu ducatele Austria și Stiria în 1282.
| Nume                                         | Casă     | Titlu                                                                           | Început | Sfârșit |
| -------------------------------------------- | -------- | ------------------------------------------------------------------------------- | ------- | ------- |
| Albert I                                     | Habsburg | Duce al Austriei, Duce al Stiriei                                               | 1282    | 1308    |
| Rudolf al II-lea                             | Habsburg | Duce de Austria, apoi regent al Austriei Anterioare                             | 1282    | 1283    |
| Rudolf al III-lea                            | Habsburg | Duce al Austriei, Duce al Stiriei                                               | 1298    | 1306    |
| Frederic al III-lea cel Frumos               | Habsburg | Duce al Austriei, Duce al Stiriei                                               | 1308    | 1330    |
| Leopold I cel Glorios                        | Habsburg | Duce al Austriei, Duce al Stiriei                                               | 1308    | 1326    |
| Albert al II-lea cel Înțelept sau cel Șchiop | Habsburg | Duce al Austriei, Duce al Stiriei, Duce al Carintiei                            | 1330    | 1358    |
| Otto cel Vesel                               | Habsburg | Duce al Austriei, Duce al Stiriei, Duce al Carintiei                            | 1330    | 1339    |
| Rudolf al IV-lea Întemeitorul                | Habsburg | Duce al Austriei, Duce al Stiriei, Duce al Carintiei, Conte de Tirol (din 1363) | 1358    | 1365    |

## Divizarea familiei Habsburg după Rudolf al IV-lea
Albert al II-lea stabilise ca fiii săi să guverneze împreună teritoriile familie, însă acest lucru nu a devenit realitate. După moartea lui Rudolf al IV-lea a existat o primă divizare oficială a puterii în 1379 prin Tratatul de la Neuberg: familia Habsburg s-a împărțit în Linia Albertină și Linia Leopoldină. Au  urmat alte divizări (de exemplu prin Tratatul de la Hollenburg din 1395 și prin Tratatul de la Viena din 1396) și litigii privind moștenirea. Abia sub Frederic al V-lea (împărat romano-german sub numele Fredric al III-lea) și fiul său Maximilian I teritoriile habsburgilor au fost reunite între 1463 și 1490.
| Linia Albertină                          | Linia Albertină | Linia Albertină | Linia Albertină | Linia Albertină |
| Nume                                     | Casă            | Titlu | Început         | Sfârșit         |
| ---------------------------------------- | --------------- | --- | --------------- | --------------- |
| Albert al III-lea                        | Habsburg        | Duce al Austriei | 1365            | 1395            |
| Albert al IV-lea                         | Habsburg        | Duce al Austriei | 1395            | 1404            |
| Albert al V-lea                          | Habsburg        | Duce al Austriei (din 1411), Rege romano-german ca Albert al II-lea (din 1438), Rege al Ungariei (din 1438), Rege al Boemiei (din 1438) | 1404            | 1439            |
| Ladislau Postumul                        | Habsburg        | Duce al Austriei, Rege al Ungariei, Rege al Boemiei                                                                                     | 1440            | 1457            |
| Linia Leopoldină                         |                 | |                 |                 |
| Nume                                     | Casă            | Titlu | Început         | Sfârșit         |
| Leopold al III-lea cel Drept             | Habsburg        | Duce al Austriei, Duce al Stiriei, Duce al Carintiei                                                                                    | 1365            | 1386            |
| Wilhelm cel Ambițios                     | Habsburg        | Duce al Austriei | 1386            | 1406            |
| Leopold al IV-lea cel Gras               | Habsburg        | Duce al Austriei, Conte de Tirol (1396 - 1406)                                                                                          | 1386            | 1411            |
| Ernest I cel de Fier                     | Habsburg        | Duce al Austriei | 1406            | 1424            |
| Frederic al IV-lea, cel cu Buzunarul gol | Habsburg        | Conte de Tirol | 1406            | 1439            |
| Frederic al V-lea                        | Habsburg        | Duce al Austriei | 1439            | 1493            |
| Siegmund cel Bogat în monede             | Habsburg        | Duce al Austriei, Conte de Tirol | 1439            | 1490            |
| Albert al VI-lea, cel Risipitor          | Habsburg        | Duce al Austriei | 1446            | 1463            |